# Япония на летних Олимпийских играх 1912
Япония на летних Олимпийских играх 1912 была представлена 2 спортсменами. Это были дебютные игры для японских спортсменов. 

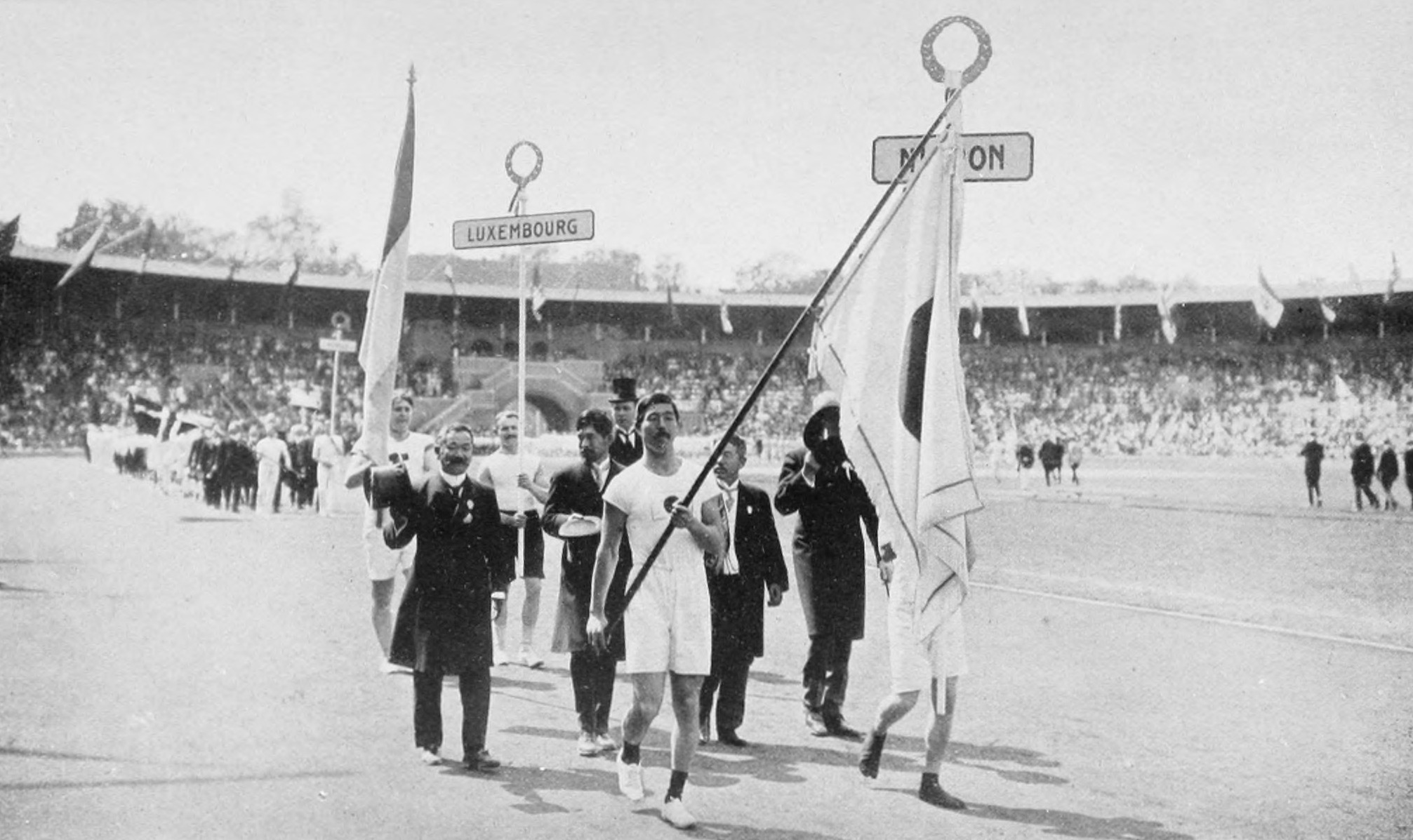
Сборная Японии на открытии игр. С флагом Яхико Мисима

## Состав Японской Олимпийской сборной

### Лёгкая атлетика
Спортсменов — 2
Мужчины
| Спортсмен      | Соревнование | Первый раунд | Первый раунд | Четвертьфиналы | Четвертьфиналы | Полуфиналы | Полуфиналы | Финал     | Финал     |
| Спортсмен      | Соревнование | Результат    | Место        | Результат      | Место          | Результат  | Место      | Результат | Место     |
| -------------- | ------------ | ------------ | ------------ | -------------- | -------------- | ---------- | ---------- | --------- | --------- |
| Яхико Мисима   | 100 м        | ?            | 5 в забеге   | Не прошёл      | Не прошёл      | Не прошёл  | Не прошёл  | Не прошёл | Не прошёл |
| Яхико Мисима   | 200 м        | ?            | 5 в забеге   | Не прошёл      | Не прошёл      | Не прошёл  | Не прошёл  | Не прошёл | Не прошёл |
| Яхико Мисима   | 400 м        | 55.5         | 21           | DNS            | DNS            | Не прошёл  | Не прошёл  | Не прошёл | Не прошёл |
| Сидзо Канакури | Марафон      |              |              |                |                |            |            | DNF       | DNF       |

Марафонец Сидзо Канакури, ослабленный после 18-дневной дороги из Японии в Швецию и испытывающий проблемы с местной пищей, не сумел восстановиться к своему забегу и, в условиях 25-градусной жары, потерял сознание на полпути, ему помогла семья фермеров. Смущённый своим «поражением», он тихо вернулся в Японию, не известив организаторов марафона. Шведские власти 50 лет считали его пропавшим, пока не обнаружили, что он всё это время жил в Японии и участвовал в нескольких подряд олимпийских марафонах. В 1967 году с ним связалось шведское телевидение и предложило ему закончить забег. Он согласился и завершил марафон со временем 54 года, 8 месяцев, 6 дней, 5 часов, 32 минуты и 20.3 секунды, заметив: «Это было длинное путешествие. В пути я поженился, у меня родилось шестеро детей и 10 внуков».